# Henri Perrier de La Bâthie
Pour les articles homonymes, voir Perrier.
Henri Perrier de La Bâthie, né le 11 août 1873 à Chambéry où il est mort le 2 octobre 1958, est un botaniste français. 

## Biographie

### Origines
Joseph Marie Henri Alfred Perrier de La Bâthie naît le 11 août 1873 à Chambéry, ou à Saint-Pierre-d'Albigny, dans le département de la Savoie. Il est le fils de René Perrier de la Bâthie (1833-1886) et le neveu du baron Eugène Perrier de la Bâthie (1825-1916) (auteur d'un Catalogue raisonné des plantes vasculaires de Savoie ayant marqué la phytogéographie des Alpes à sa parution).

### Carrière

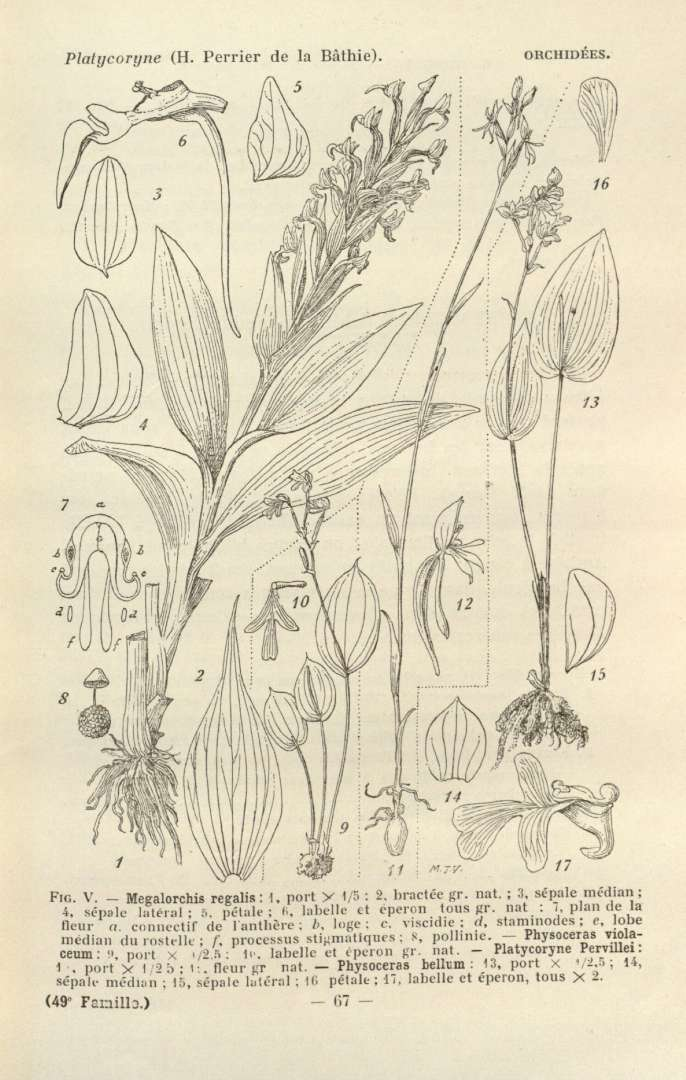
Illustration de Flore de Madagascar et des Comores

Henri Perrier de La Bâthie étudie la flore de Madagascar. Parmi ses publications, il faut citer ses nombreuses contributions (de 1936 à 1955), comme La Flore de Madagascar (plus tard renommée en Flore de Madagascar et des Comores) ainsi que La Végétation malgache (1921) et la Biogéographie de plantes de Madagascar (1936).

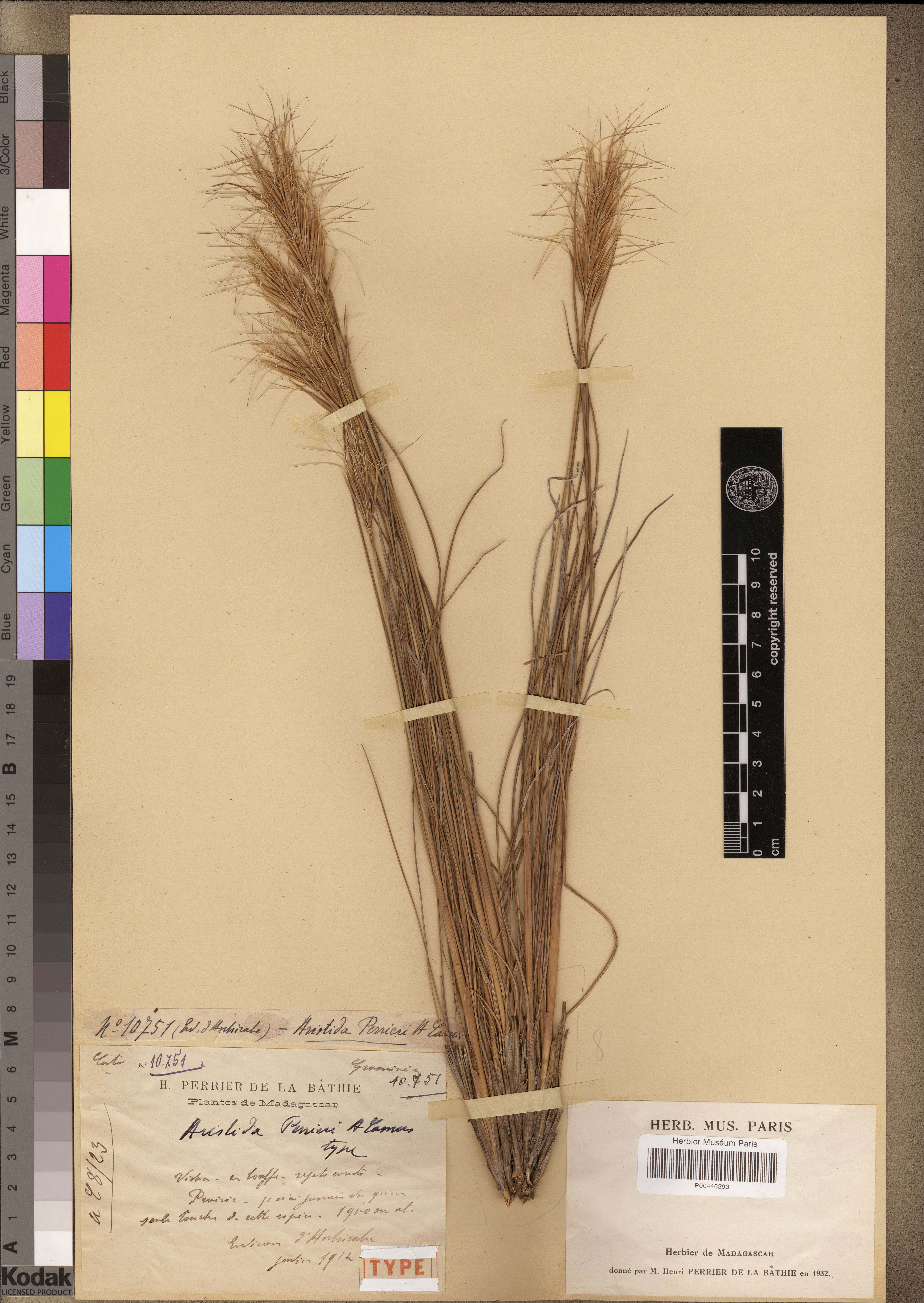
Sartidia perrieri, spécimen-type conservé au Muséum national d'histoire naturelle de Paris, collecté en 1914 près d'Antsirabé par Henri Perrier de la Bâthie. L'espèce est considérée de nos jours éteinte.

Son nom a été donné à plusieurs espèces dont  Erythrina perrieri, Ensete perrieri, Euphorbia perrieri,  Podocarpus perrieri, Sartidia perrieri, Takhtajania perrieri (à l’origine Bubbia perrieri) et Xerosicyos perrieri.

### Controverse Opuntia
Le nom de Perrier de La Bâthie est associé à une grande controverse : celle de l'éradication du figuier de Barbarie (Opuntia) dans le sud de Madagascar, par l'introduction volontaire en 1925 d'un insecte prédateur, une cochenille[Laquelle ?]. Les conséquences de cette éradication fulgurante d'une plante aux vertus alimentaires furent nombreuses et parfois désastreuses pour les populations considérées, dans une région soumise à des famines périodiques.
En fait, il ne s'agit pas d'une seule espèce de cactus comme le laissent supposer Kaufman et Jeffrey qui ne donne aucune identification spécifique, mais de trois espèces d'opuntia :
- Opuntia ficus-indica (L.) Mill (Raketagasy, ...),
- Opuntia stricta (Haw.) Haw. (Raketamena, ...),
- Opuntia vulgaris Mill. (syn. Opuntia monoacantha).

Opuntia stricta ou raketamena est une plante envahissante, dynamiquement très active, difficile à utiliser et dont les fruits sont toxiques. L'introduction des cochenilles a nui aux deux autres dont les fruits sont comestibles et les raquettes (cladodes) sont utilisables pour nourrir les troupeaux.
Il meurt le 2 octobre 1958 à Chambéry.

## Membre de sociétés

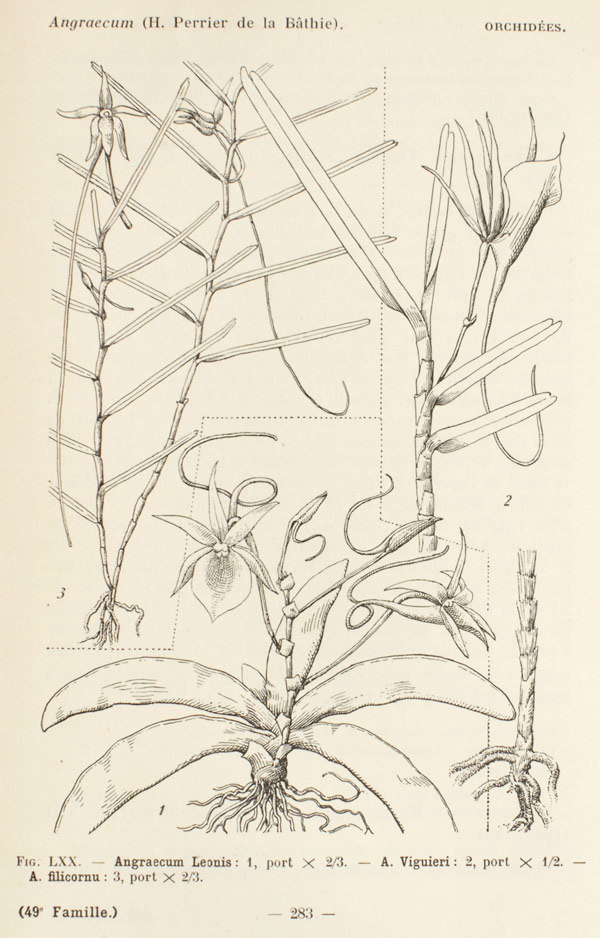
Dessin botanique dans Flore de Madagaskar (1941).

Henri Perrier de La Bâthie est membre de plusieurs sociétés savantes dont l'Académie de la Val d'Isère, Société linnéenne de Lyon (1822, membre à vie), l'Académie malgache, de la Société botanique de France, etc. Il est élu en 1932 à l'Académie des sciences, « section botanique », avec pour titre académique correspondant.
Il est membre fondateur de l'Académie des sciences d'Outre-Mer, en 1922.

## Publications
- La Flore de Madagascar (plus tard renommée en Flore de Madagascar et des Comores)
- La Végétation malgache (1921)
- Biogéographie de plantes de Madagascar (1936), édition : Paris, imprimerie Jouve ; Société d'éditions géographiques, maritimes et coloniales, 17, rue Jacob , 1936. (18 mai.) In-16, 156 p.[4]

### Biographies et nécrologies
- Henri Jean Humbert, « Henri Perrier de la Bathie (1873-1958) [note biographique] », Journal d'agriculture tropicale et de botanique appliquée, vol. 5, no 12,‎ décembre 1958, pp. 863-867 (lire en ligne).